# Rudolf Greifeld
Rudolf Greifeld (* 6. November 1911 in Oschatz; † 21. April 1984) war ein deutscher Jurist und von 1956 bis 1974 Geschäftsführer des Kernforschungszentrums Karlsruhe. Im Dezember 2015 distanzierte sich der Senat des Karlsruher Instituts für Technologie von der Verleihung des Titels eines Ehrensenators an Greifeld im Jahre 1969, da dieser als Kriegsverwaltungsrat in Paris im deutsch besetzten Frankreich die antisemitische NS-Verbrechenspolitik unterstützt hatte.

## Leben

### Werdegang zum Juristen und Parteimitglied
Rudolf Greifeld wurde als Sohn eines Regierungsamtmannes in Oschatz geboren. Noch vor der Einschulung zog die vierköpfige Familie nach Löbau um, weil der Vater dort eine Stelle als Zollinspektor antreten konnte. In Löbau besuchte Greifeld zunächst die Volksschule, dann die Deutsche Oberschule, wo er 1931 das Abitur machte. Vom Wintersemester 1931/32 bis zum Sommersemester 1935 studierte er Rechtswissenschaft und phasenweise ergänzend Volkswirtschaftslehre an den Universitäten München, Kiel und Leipzig.
Während seines Studiums engagierte sich Greifeld im stark antisemitisch geprägten Verein Deutscher Studenten und trat 1933 in die SA ein. 1935 legte er das Erste Juristische Staatsexamen ab, 1938 das Zweite. Während seines Referendariats beantragte er am 2. Juli 1937 die Aufnahme in die NSDAP und wurde rückwirkend zum 1. Mai desselben Jahres aufgenommen (Mitgliedsnummer 4.532.843). Er promovierte 1938 mit einer Arbeit Die Unterbeteiligung an der offenen Handelsgesellschaft und der Kommanditgesellschaft, welche die Note „rite“ erhielt, an der Universität Leipzig zum Dr. jur. Anschließend war er als Rechtsassessor tätig, zunächst in Annaberg, dann ab März 1939 in Pirna. Ihm oblagen dort neben der Bearbeitung allgemeiner Rechtssachen unter anderem auch Vierjahresplan-Angelegenheiten.

### Kriegsverwaltungsrat im Zweiten Weltkrieg
Greifeld, der bereits von Mai bis Juli 1939 zur Wehrmacht eingezogen worden war, wurde im September 1939 erneut zur Wehrmacht beordert, kehrte zunächst im Dezember auf eine zivile Stelle als Assessor in Dresden zurück, ehe er im Juni 1940 Kriegsverwaltungsrat im zivilen Stab des Militärbefehlshabers in Paris wurde. Ob Greifeld sich freiwillig gemeldet hat, den deutschen Besatzern dort als Jurist und Beamter zu dienen, ist offen. Auf jeden Fall war eine solche Stelle in Paris begehrt und konnte als Sprungbrett für eine weitere Karriere angesehen werden.
In seiner Dienststelle in Paris fungierte Greifeld als Verbindungsmann zur Pariser Stadtverwaltung. Auf französischer Seite war Edouard Bonnefoy sein Ansprechpartner und Weisungsempfänger. Bonnefoy war zum Zeitpunkt des Einmarsches der Wehrmacht in Paris Kabinettchef der dortigen Präfektur. Er versuchte immer wieder bei Greifeld die Verzögerung antijüdischer Maßnahmen und Zurückstellung der Requirierungen von Hotels, Wohnungen, Hallen und Schulen zu erreichen, in der Regel jedoch vergeblich. In den Tagebüchern Bonnefoys, der später im KZ als Widerstandskämpfer zu Tode kam, sind etliche antisemitische Schmähungen und NS-ideologische Äußerungen Greifelds notiert. Hingegen präsentiert ein Foto vor dem Eiffelturm vom 28. Juni 1940, das nach Medienberichten Greifeld zusammen mit Adolf Hitler, Arno Breker und Albert Speer zeigen soll, tatsächlich nicht Greifeld neben Hitler, sondern den SS-Obergruppenführer Karl Wolff.
Als zutreffend verifiziert werden konnte dagegen der schon von Serge Klarsfeld 1977 in einer Dokumentensammlung veröffentlichte, von Greifeld verfasste und unterschriebene und an das Polizeireferat gerichtete Vermerk vom 3. Januar 1941. Dieses Schreiben Greifelds trägt zusätzlich die Kenntnisnahme-Paraphen der Vertreter des Polizeireferats Georg Kiessel und Walter Labs. Darin führt Greifeld aus und regt an:

„In letzter Zeit machen sich die Juden in Paris wieder sehr breit. So waren z. B. in der Silversternacht in dem Cabaret ‚Le bœuf sur le toit‘ im Gebäude des Hotels ‚George V‘ – von den Wehrmachtsangehörigen abgesehen – sehr viele Juden. […] Ich rege deshalb an, daß die Bewilligung auf verlängerte Polizeistunde in den von Wehrmachtsangehörigen häufig besuchten Lokalen überprüft und die Verlängerung der Polizeistunde von der Verpflichtung abhängig gemacht wird, daß der Eigentümer ein Schild an der Tür anbringt, wonach Juden der Zutritt verboten ist.“

Mit dieser „Anregung“ forderte Greifeld eine weitere Verschärfung der Maßnahmen gegen die Juden, so dass sich der Historiker Bernd-A. Rusinek Klarsfelds Einschätzung anschließt, sie sei eine Art „geistige Vorbereitung“ der späteren Verschärfung antijüdischer Maßnahmen bis zum Beginn der Deportationen, an deren organisatorischer Vorbereitung dann Greifeld keinen Anteil mehr hatte.
Zusammen mit dem Ehepaar Serge und Beate Klarsfeld hatte vor allem der französische Physiker Léon Gruenbaum (1934–2004) Informationen zur Rolle Greifelds als Kriegsverwaltungsrat im besetzten Paris publik gemacht und wurde dafür posthum mit dem Whistleblower-Preis 2015 ausgezeichnet.
Greifeld blieb bis zum 30. September 1941 Kriegsverwaltungsrat in Paris, lebte dann ein Vierteljahr in Stuttgart als Beamter auf Probe, und zwar beim dortigen Deutschen Auslandsinstitut (DAI), das im Krieg die Volkstumspolitik des NS-Staates tatkräftig unterstützte.  Ab dem Frühjahr 1942 bis zu seiner Gefangennahme im Mai 1945 wurde er als Leutnant vorwiegend an der Ostfront eingesetzt. Von Kriegsende bis Dezember 1945 befand er sich in amerikanischer Kriegsgefangenschaft.

### Karriere in der Bundesrepublik Deutschland
Nach dreimonatiger Arbeitslosigkeit wurde er im April 1946 Justitiar der Württembergischen Girozentrale und des Württembergischen Sparkassen und Giroverbandes Stuttgart.  Ursprünglich hatte Greifeld geplant, sich als Rechtsanwalt niederzulassen. Doch dazu hätte es in seinem Entnazifizierungsverfahren der Einstufung als „entlastet“ bedurft. Die Spruchkammer 37 Stuttgart stufte ihn jedoch 1946 als „Mitläufer“ ein und ordnete die Zahlung von 180 Reichsmark „Sühnebetrag“ an. Greifelds Revisionsversuch 1948 scheiterte, auch wenn sein ehemaliger Pariser Kollege als Kriegsverwaltungsrat Walter Labs ihm einen sog. Persilschein ausstellte, in dem zu lesen war, Greifeld habe quasi Widerstand geleistet, indem er unter anderem durch die Blockade eigentlich vorgesehener Requisitionen „in der Praxis die Maßnahmen der Besatzungsbehörde milder“ gestaltet und so zum Beispiel bewirkt hätte „Hunderten von französischen Familien ihre Wohnungen zu erhalten“. Die Spruchkammer lehnte die Wiederaufnahme des Verfahrens und Einstufung als Entlasteter als unbegründet ab.
Im April 1948 wurde Greifeld Angestellter im damalig noch württembergischen Wirtschaftsministerium. Später avancierte er zum Oberregierungsrat im Wirtschaftsministerium von Baden-Württemberg und war dort für Energiewirtschaft zuständig. In dieser Funktion war er ab 1953 an den Verhandlungen über eine geplante „Reaktorstation und des daraus entstehenden Kernforschungszentrums“ beteiligt. 1956 wurde er – neben dem Chemiker und vor 1945 als Manager der I.G. Farben hervorgetretenen Gerhard Ritter als nun von der Industrie (Hoechst AG) ausgewähltem Vertreter, der für den technischen Bereich zuständig war und Otto Haxel vom Physikalischen Institut der Universität Heidelberg als ehrenamtlichem Interessensvertreter der Wissenschaft – zu einem der drei Geschäftsführer der Kernreaktor-Bau und Betriebsgesellschaft (KBB), aus der 1963 das Kernforschungszentrum (KfK) hervorging, bestimmt. In den „Denkbildern der öffentlichen Hand“, so Günther Oetzel in seiner Dissertation zur Entstehung und Entwicklung des Kernforschungszentrums Karlsruhe, galt er als „Boß“ der drei Geschäftsführer, da er in Verwaltungsangelegenheiten das Sagen hatte.
Den Zweck der Einrichtung beschrieb Greifeld nach seinem Amtsantritt als „Erforschung aller mit dem Betrieb von Reaktoren zusammenhängenden Probleme“, die letztlich der Gewinnung „eigener Patente“ dienen solle und ergänzte:

„Der Karlsruher Reaktor soll darüber hinaus dazu beitragen, neue Absatzmöglichkeiten für die deutsche Industrie, z. B. durch von Moderatoren, Hilfsstoffen aller Art und schließlich ganzer Kraftwerke zu finden. Die Nutzung der Ergebnisse soll der Industrie überlassen bleiben. Interessierte Firmen werden gegen Entgelt Lizenzen für die Verwertung der Forschungsergebnisse erhalten.“

Während seiner Amtszeit setzte sich Greifeld wiederholt für eine Zusammenarbeit von Kernforschungszentrum und Universität Karlsruhe ein. 1969 wurde er zum Ehrensenator des Forschungszentrums ernannt. 1975 musste er als Aufsichtsratsmitglied des französischen Instituts Laue-Langevin zurücktreten, nachdem seine frühere Tätigkeit als Kriegsverwaltungsrat in Paris und „antisemitische Äußerungen“ bekannt geworden waren; 350 französische Wissenschaftler hatten seine Abberufung gefordert.
Als Geschäftsführer am Kernforschungszentrum Karlsruhe war Greifeld schon 1974 „in den Ruhestand“ getreten, nachdem er zwar einerseits durch entsprechende administrative Kompetenz, entschlossenes Handeln und beste Kontakte zu den Landesbehörden die Einrichtung vorangebracht habe, so Wolfgang D. Müller in seiner Geschichte der Kernenergie in der Bundesrepublik Deutschland, andererseits aber „mancherlei Reibungen, die das für hervorragende Forschungsergebnisse so wichtige Forschungsklima belasteten“, insbesondere „im Verhältnis zu den Wissenschaftlern“ festzustellen waren. Zuvor hatte Greifeld noch ein „Kooperationsabkommen mit der pakistanischen Atomenergiebehörde unterzeichnet“. Bei seinem Eintritt in den Ruhestand wurde ihm am 24. Juni 1974 das Große Bundesverdienstkreuz verliehen.

## Gutachten Rusineks und Prüfung durch die Ethikkommission
Im Januar 2013 gab das Karlsruher Institut für Technologie (KIT) bekannt, dass die Ehrensenatorwürde Greifelds derzeit ruhe, die KIT-Ethikkommission mit der Prüfung beauftragt sei und ein Historiker als Sachverständiger bei der Prüfung der Vorwürfe und im Hinblick auf eine eventuell vom Senat zu beschließende Aberkennung herangezogen werden solle. In einem Bericht der Badischen Neuesten Nachrichten vom Juni 2013 kündigte die Zeitung an, dass der an der Universität Düsseldorf lehrende Historiker und Archivleiter des Forschungszentrums Jülich, Bernd-A. Rusinek, die Frage der „NS-Vergangenheit“ beim Personal des Forschungszentrums wissenschaftlich aufarbeiten und bis Oktober 2014 ein entsprechendes Gutachten vorlegen wird.
Im Dezember 2013 sagte Rusinek der gleichen Zeitung, die bisherigen Ergebnisse seiner Forschungen schlössen aus, dass Greifeld „zum führenden Personal des Besatzungsregimes in Paris“ gezählt habe. Sein Dienstgrad als Kriegsverwaltungsrat sei zu niedrig gewesen, um Greifeld als maßgeblich für die Vorbereitung des Hitler-Besuches in Paris 1940 ansehen zu können. Zwar verbiete es die Tatsache, dass antisemitischen Äußerungen Greifelds aus seiner Zeit in Paris bekannt seien, diesen als „harmlos“ zu charakterisieren. Doch sei auf dem Foto, das ihn angeblich mit Hitler vor dem Eiffelturm in Paris zeige, tatsächlich nicht Greifeld, sondern eine andere Person abgebildet. In seinem Gutachten stellt Rusinek insbesondere durch Verweis auf eine fachliche Stellungnahme des Historikers Julien Reitzenstein dar, dass es sich bei dieser anderen Person um den SS-Obergruppenführer Karl Wolff handelt.
In seinem seit Herbst 2015 der Ethikkommission des KIT vorliegende Gutachten, kommt Rusinek, so der Forscher in einem Gespräch mit der Tageszeitung Badische Neueste Nachrichten, zu dem Schluss, dass „Greifeld 1941 ein Nationalsozialist war, der voll auf der Linie der NS-Ideologie lag – aber kein Funktionär des beginnenden Holocaust“. Seine Empörung, dass Juden sich in Pariser Lokalen „breitmachten“ und Aufforderung als Kriegsverwaltungsrat der deutschen Besatzungsmacht, dies polizeilich zu unterbinden, sei eindeutig antisemitisch. In seinem seit Mai 2019 in erweiterter Form auch als Buchpublikation vorliegenden Gutachten, resümiert Rusinek, dass Greifeld „von Juni 1940 bis September 1941 Teil des antijüdischen Verfolgungsapparates in der militärisch besetzten Zone Frankreichs (war)“. Auf der Basis des Gutachtens empfahl die Ethikkommission dem Senat des KIT sich von dessen Ehrensenatorwürde zu distanzieren.

## Distanzierung von Greifeld durch den Senat des KIT
In einer Stellungnahme vom 14. Dezember 2015 folgte der Senat des KIT der Empfehlung der Ethikkommission. Darin „distanziert sich“ die Universität ausdrücklich von der Verleihung der Ehrensenatorwürde an Greifeld im Jahre 1969. Auf der Basis der Erkenntnisse des Gutachtens von Rusinek zur Involvierung Greifelds in NS-Verbrechen und dessen antisemitischer Grundhaltung sei nach heutigem Kenntnisstand eine entsprechende Ehrung ethisch nicht vertretbar. Eine Aberkennung des Titels sei allerdings nicht mehr möglich, da eine juristische Prüfung ergeben habe, dass dieser Ehrentitel mit dem Tod Greifelds sowieso erloschen sei. Über Greifeld hinaus habe das Gutachten Hinweise auf Funktionäre der TH Karlsruhe gebracht, die möglicherweise noch gravierender in die NS-Verbrechensgeschichte eingebunden waren als Greifeld, so der Miterfinder des chemischen Kampfstoffs Sarin und IG-Farben-Manager, Gerhard Ritter oder der frühere Sondergeschäftsführer Josef Brandl, der in Ostgalizien in die Vernichtungspolitik gegen die jüdische Bevölkerung verstrickt gewesen war. Der Senat kündigte an, Aufträge zu Untersuchung, „weitere Biographien möglicherweise belasteter Personen“ zu vergeben.

## Schriften
- Die Unterbeteiligung an der offenen Handelsgesellschaft und der Kommanditgesellschaft. Dittert, Dresden 1938 (= Universität Leipzig, Juristische Dissertation, 1938)
- Die Gesetze Nr. 52 und Nr. 53 der Amerikanischen Militärregierung mit Erläuterungen. „Sperre und Beaufsichtigung von Vermögen“ u. „Devisenbewirtschaftung“. Hrsg. vom Württembergischen Sparkassen- u. Giroverband in Stuttgart. Mit Erläuterungen von Rudolf Greifeld. Deutsche Verlags-Anstalt (DVA), Stuttgart 1947